# پنیر پالمرو

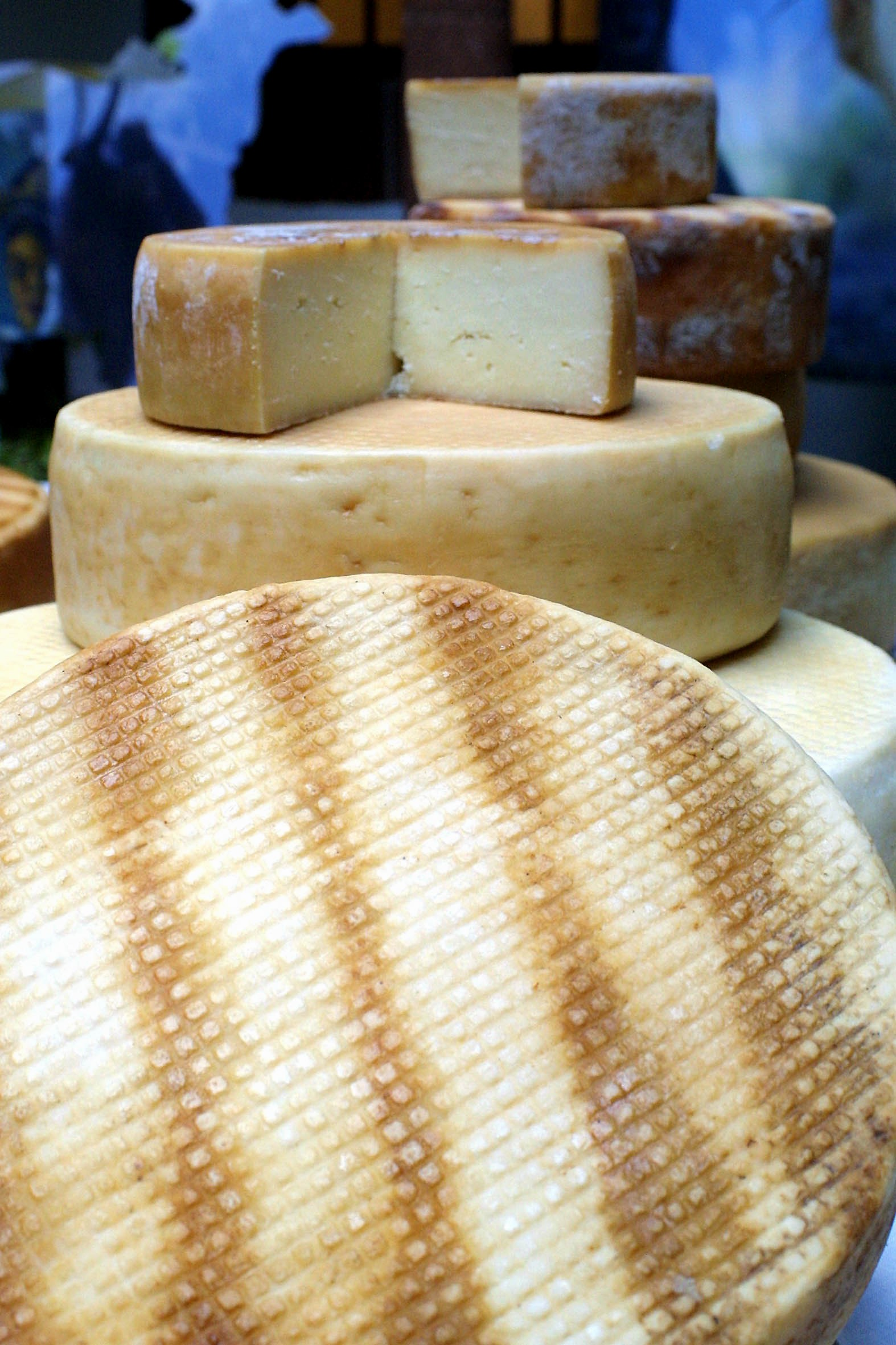
پنیر پالمرو

پالمرو نوعی پنیر متعلق به جزیرهٔ اسپانیایی لا پالما است. این پنیر از شیر خام بز تهیه می شود. می توان آن را به صورت ساده تولید کرد یا کمی دودی کرد.